# Nymphon natalense
Nymphon natalense is een zeespin uit de familie Nymphonidae. De soort behoort tot het geslacht Nymphon. Nymphon natalense werd in 1928 voor het eerst wetenschappelijk beschreven door Flynn. 